# Kim Nowak (album)
Kim Nowak – debiutancki album studyjny polskiej grupy rockowej Kim Nowak. Wydawnictwo ukazało się 14 maja 2010 roku nakładem wytwórni muzycznej Universal Music Polska. Płyta dotarła do 8. miejsca listy OLiS w Polsce.
W ramach promocji do utworu „Szczur” został zrealizowany teledysk w reżyserii Tomasza Nalewajka. Nagrania po raz pierwszy zostały zaprezentowane podczas debiutu scenicznego formacji 20 maja 2010 roku w krakowskim klubie Łódź Kaliska.

## Recenzje
Album spotkał się z niejednoznacznym przyjęciem ze strony krytyków muzycznych. Redaktor serwisu Aktivist Andrzej Cała przyznał płycie 4 punkty. Cała zaznaczył nawiązania do stylistyki bluesowej oraz emocjonalny wyraz kompozycji. Dziennikarz serwisu Cgm.pl Zbigniew Zegler zwrócił uwagę na nawiązania do twórczości takich formacji jak: Rage Against the Machine, Lynyrd Skynyrd, Queens of the Stone Age, Cream i The Yardbirds. Ponadto Zegler napisał:

Cieszy, że doczekaliśmy projektu, który wreszcie będzie mógł rozgrzewać publiczność przed ewentualnymi koncertami The Dead Weather, Queens of the Stone Age, albo The Raconteurs w Polsce. Szkoda tylko, że na podobne wsparcie mediów i wytwórni, jakie ma trio braci Waglewskich, nie mogą liczyć ekipy, które przez lata wypracowały już na bazie zagranicznych wzorców swój styl, jak chociażby The Black Tapes, czy Phonebox. Tak, czy inaczej „Kim Nowak” liberalnym fanom wymienianych powyżej, zagranicznych twórców, sprawi radość. Purystom, którzy muszą słuchać oryginałów – nie.

## Lista utworów
Opracowano na podstawie materiału źródłowego.
1. „King Kong” (sł. Fisz, muz. Emade, Fisz, Sobolewski) – 1:23
2. „Szczur” (sł. Fisz, muz. Emade, Fisz, Sobolewski) – 5:08
3. „Rekin” (sł. Fisz, muz. Emade, Fisz, Sobolewski) – 4:18
4. „Sierpień” (sł. Fisz, muz. Emade, Fisz, Sobolewski) – 2:47
5. „Pistolet” (sł. Fisz, muz. Emade, Fisz, Sobolewski) – 5:39
6. „Biegnij” (sł. Fisz, muz. Emade, Fisz, Sobolewski) – 3:40
7. „Nóż” (sł. Fisz, muz. Emade, Fisz, Sobolewski) – 4:40
8. „Spacer” (sł. Fisz, muz. Emade, Fisz, Sobolewski) – 5:16
9. „Grom” (sł. Fisz, muz. Emade, Fisz, Sobolewski) – 4:25
10. „AAA!” (sł. Fisz, muz. Emade, Fisz, Sobolewski) – 2:16
11. „Dres” (sł. Fisz, muz. Emade, Fisz, Sobolewski) – 2:23
12. „Urodziny” (sł. Fisz, muz. Emade, Fisz, Sobolewski) – 3:19

## Twórcy
Opracowano na podstawie materiału źródłowego.
- Piotr „Emade” Waglewski – perkusja, miksowanie, chórki
- Bartosz „Fisz” Waglewski – gitara basowa, śpiew
- Michał Sobolewski – gitara, chórki

## Goście
- Mariusz Obijalski – instrumenty klawiszowe (2,7,9,10);
- SQbass – głosy (5 & 9);
- Iza Kowalewska – głos (7)
- Jacek Gawłowski – mastering
- Dawid Ryski – okładka, oprawa graficzna